# Draba santaquinensis
Draba santaquinensis är en korsblommig växtart som beskrevs av Windham och Allphin. Draba santaquinensis ingår i släktet drabor, och familjen korsblommiga växter. Inga underarter finns listade i Catalogue of Life.